# Cryphia duldulica
Cryphia duldulica är en fjärilsart som beskrevs av Ludwig Osthelder 1932. Cryphia duldulica ingår i släktet Cryphia och familjen nattflyn. Inga underarter finns listade i Catalogue of Life.